# Манфред Битак
Манфред Битак (на немски: Manfred Bietak) е австрийски археолог, работил дълго в Египет.
Роден е на 6 октомври 1940 година във Виена. През 1964 година завършва Виенския университет. Още като студент участва в археологически експедиции в Египет, от 1966 до 1972 година е научен съветник в посолството на Австрия в Кайро, а през 1973 година основава там Австрийски археологически институт, който оглавява до 2009 година. Най-известен е с ръководените от него разкопки на древните градове Аварис и Пер-Рамсес.